# Bârsești
Bârsești est une commune du județ de Vrancea en Roumanie.